# Ophiopogon reversus
Ophiopogon reversus är en sparrisväxtart som beskrevs av Cheng Chiu Huang. Ophiopogon reversus ingår i släktet Ophiopogon och familjen sparrisväxter. Inga underarter finns listade i Catalogue of Life.